# Gyulafehérvári főegyházmegye
A Gyulafehérvári főegyházmegye (latinul: Archidioecesis Alba Iuliae) a történelmi Erdély területét magába foglaló római katolikus részegyház Romániában. 1932-ig az Erdélyi püspökség nevet viselte. Érseki székhelye Gyulafehérváron van; székesegyháza a gyulafehérvári érseki székesegyház. Védőszentje Szent Mihály arkangyal.
A Szent István király által alapított püspökségek egyike, 1009 óta létezik. A középkorban dinamikusan fejlődött;
első székesegyházát Szent László idejében emelték. A reformáció után, az Erdélyi Fejedelemség alatt birtokait államosították, püspöki széke 160 évig betöltetlen volt, egy időben a katolikus papokat is kitiltották Erdélyből. Fordulatot a Habsburg-uralom hozott, különösen Mária Terézia támogatta a katolikusokat. A trianoni békeszerződés után Romániához került, ahol megtűrt státusba került; a második világháború után pedig a katolikusok rendszeres üldözéseknek voltak kitéve. Ebben az időszakban szolgált Márton Áron püspök. 1991-ben emelték főegyházmegyei rangra. Érseke 2020. február 22-étől kezdve Kovács Gergely.

## Terület
Az egyházmegye területe nagyjából a történelmi Erdélyre terjed ki az Erdélyi-érchegység, a Keleti-Kárpátok és a Déli-Kárpátok között, bár a középkorban, a 16. századig Kraszna, Ugocsa és egy ideig Szatmár is hozzá tartozott. Kezdettől fogva nagy területet foglal magába (jelenleg 58 254 km²), melyet kezdetben az alacsony népsűrűség, az újkortól pedig a régió vallási megoszlása indokolt. Híveinek kétharmada a Székelyföldön él.

## Történelem

### Az alapítás és a középkor
A püspökséget 1003, Prokuj gyula hatalmának felszámolása után, egyes történészek szerint 1009-ben alapította Szent István király Gyulafehérváron, a gyulák korábbi székhelyén. Ezt megelőzően, 952–953-tól Zombor gyula meghívására már folyt missziós tevékenység Hierotheosz görög püspök révén, gyulafehérvári vagy szávaszentdemeteri központtal.
Első, név szerint ismert püspöke Frank volt. Püspökeit a legkorábbi oklevelek Episcopus Ultransylvanusnak vagy Transilvaniensisnek, 1187-től Episcopus Transylvanusnak (erdélyi püspöknek) nevezik; ennek megfelelően 1932. március 22-ig az Erdélyi püspökség nevet viselte. Ez a területről, és nem székhelyről történő elnevezés bizánci hatást tükrözhet.

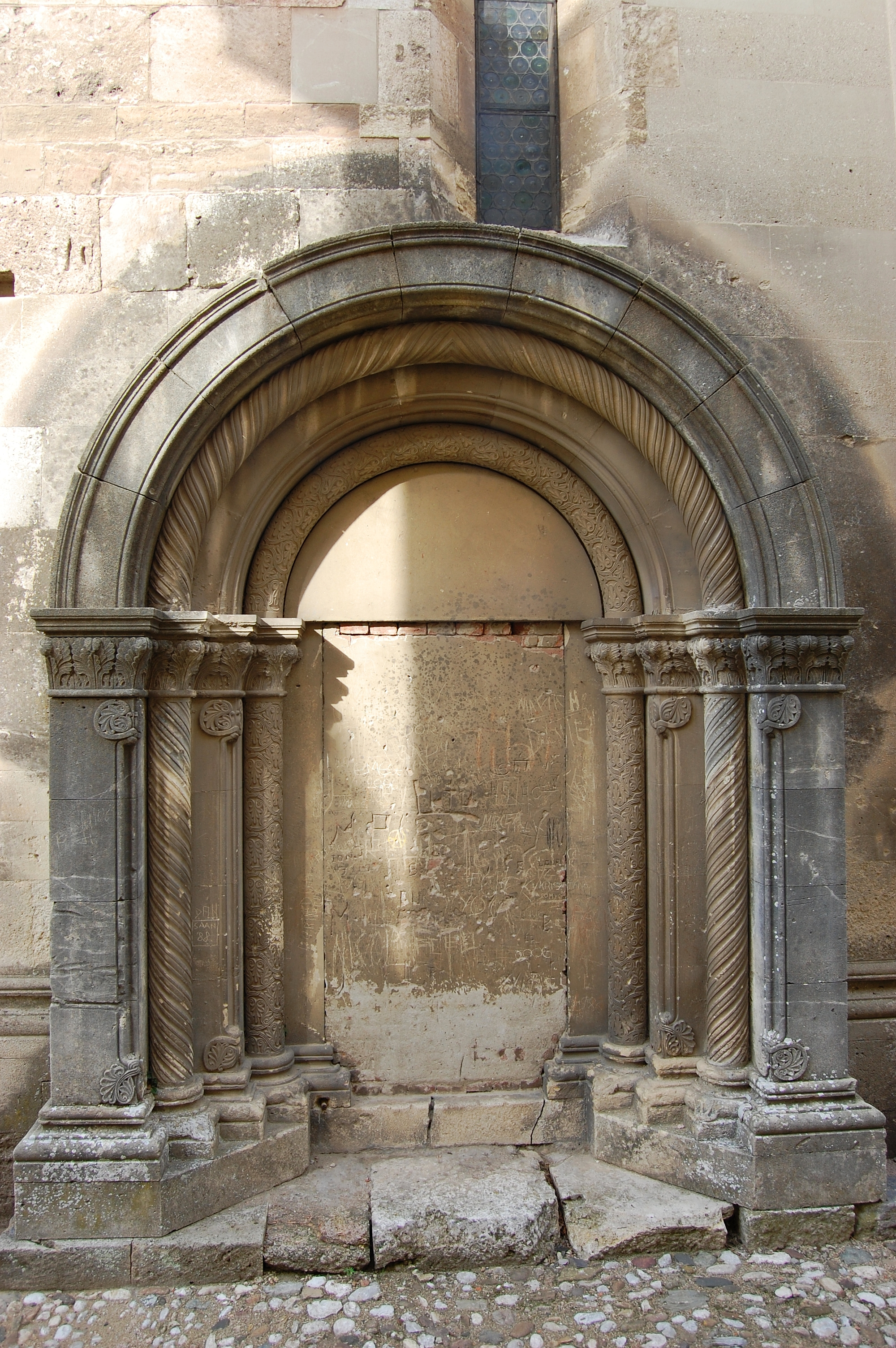
A Gyulafehérvári székesegyház régi sekrestyéjének bejárata

Első székesegyháza már az első évtizedekben felépült, mely helyett háromhajós templomot emeltek Szent László idejében. Ő alapította a gyulafehérvári székeskáptalant is, mely hiteleshelyként működött, és évszázadokon át működtette a káptalani iskolát. A 12. század végén új, a püspökség gyarapodását hirdető díszesebb katedrális építésébe fogtak, a ma is álló gyulafehérvári érseki székesegyházéba. A 12–13. században számos falusi kőtemplom is épült Erdély-szerte.
A középkorban a püspökség működésének gazdasági alapjait a király által adományozott birtokok jelentették, melyek révén az egyházak a gazdasági és politikai életnek is fontos tényezői voltak. A gyulafehérvári püspök és székeskáptalan Erdély legnagyobb birtokosai közé számítottak; egy közepes méretű erdélyi megye súlyának megfelelő birtokaik kiterjedésével csak az erdélyi vajdák szállhattak versenybe. 1185 és 1195 között a Magyar Királyság püspökségei közül éves jövedelem tekintetében a negyedik helyen állt (az esztergomi, kalocsai érsekségek és egri püspökség után), de a középkor végén is bőven átlag felettinek számított. A 13. század elején vált önálló jogi személlyé a káptalan, ami a közös vagyon felosztását is magával hozta a püspök és a káptalan között; ennek következményeként az erdélyi püspökök folyamatosan próbálták önálló birtokok kiépítésével függetleníteni magukat a káptalantól és a közös (és ezért folyamatosan viták tárgyát képező) tizedjövedelemtől.

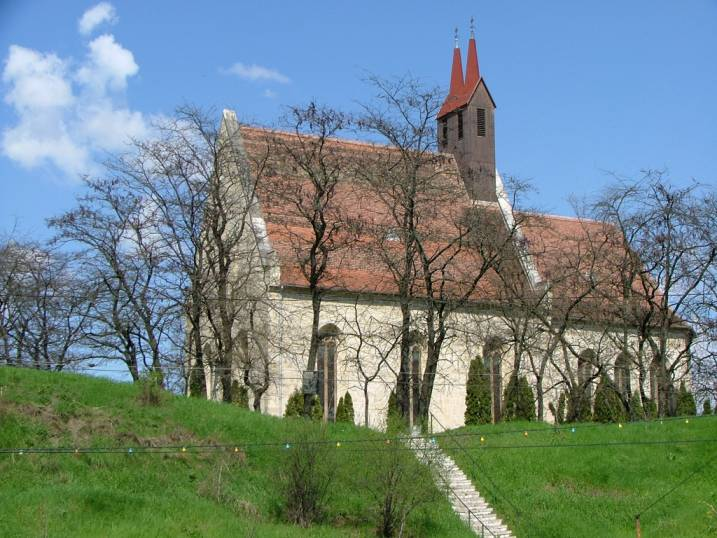
A kolozsmonostori apátság temploma

A 13. század elején évtizedekig perben állt a püspökség és a kolozsmonostori apátság; ez végül oda vezetett, hogy Vilmos püspök fegyveresekkel pusztította el a kolostorban őrzött pápai és királyi kiváltságleveleket. Jelentős pusztítást jelentett 1241-ben a tatárjárás, melynek során a püspökség híveinek legalább ötödét (más becslés szerint akár felét) elvesztette; a püspökök az elnéptelenedett birtokokra hospeseket telepítettek. 1277-ben a szászok égették fel a székesegyházat, hogy a káptalani levéltárban őrzött iratok elpusztításával hárítsák el a püspökség dézsmakövetelését.
A középkorban 13 főesperesség működött, körülbelül a vármegyék területének megfelelően; ezek alatt a 14. században 610 plébánia működött, melyhez még hozzáadódnak a nagyszebeni prépostság, a brassói dékánság és a kolozsmonostori apátság plébániái. Előbbi 1191 körül jött létre a szászok részére, a barcasági dékánság később, az 1211-ben behívott és 1225-ben kiűzött Német Lovagrend területén; ezek közvetlenül az esztergomi érseknek voltak alárendelve. A püspököket eleinte a káptalan választotta, 1356-tól pedig a király nevezte ki, pápai jóváhagyással.
A 14–15. században gótikus stílusban épültek vagy újultak meg templomok, kápolnák; a városi templomok mellett ispotályok létesültek, a kolostorok iskolákat működtettek; számos falusi templom (erődtemplom) megerősítésére, fallal való bekerítésére került sor; a korszak egyik legnagyobb mecénása Hunyadi János volt.
A 15. század végén, 16. század elején jelentek meg – Mátyás király hatására – olyan reneszánsz típusú, egyetemet járt, művészetpártoló főpapok is, mint Geréb László vagy Várdai Ferenc, akik Gyulafehérvárt az erdélyi humanizmus központjává emelték. Apulum fellelhető romjai lehetőséget jelentettek az ókor iránt érdeklődő humanistáknak. Ekkor működött többek között Megyericsei János,
Taurinus, vagy Adrianus Wolphard.

### A reformáció és az Erdélyi fejedelemség
A 16. században a reformáció Erdélyben is teret nyert. Mindeközben Izabella királyné, mint a kegyúri jog birtokosa 1542-től nem töltötte be a püspöki széket, hanem a püspöki palotát és birtokokat maga és fia, János Zsigmond számára foglalta le; ezeket – valamint a kolostorok, plébániák javait, köztük a kolozsmonostori apátságot – 1556-ban az országgyűlés államosította. A püspökség 160 évig – rövid időszakokat leszámítva – betöltetlen maradt. 1566-ban a protestáns többségű rendek a katolikus papokat is kitiltották az Erdélyi Fejedelemségből, a gyulafehérvári székesegyházat is református templommá alakították.
Ebben az időszakban jelentős szerepet játszottak az egyházmegye életében az 1579-ben Báthory István által küldött jezsuiták, azonban egy évtized eredményes működés után 1588-ban őket is kiutasították. Három év után a törvényi tiltás ellenére visszatértek, amit az 1595-ös gyulafehérvári országgyűlés szentesített. Bocskai István 1606-ban ismét kitiltotta őket, de többen ennek ellenére is maradtak világi ruhában vagy rejtőzködve; helyzetükön később Bethlen Gábor enyhített. A 17. században összesen 120 jezsuita szolgált Erdélyben. Az erdélyi főurak 1632-től a bosnyák rendtartományból hívtak ferenceseket. Közülük 1641 után többen vikáriusként vezették az egyházmegyét, miután ez az Erdélyi Római Katolikus Státus fellépése nyomán lehetővé vált; Kájoni János 1676-ban Csíksomlyón nyomdát alapított és Cantionale Catholicum néven énekeskönyvet adott ki, melyet több kiadásban évszázadokon át használtak. I. Apafi Mihály uralkodásának utolsó időszakában javult a katolikusok helyzete; ekkor több szerzetesi iskola létesült, köztük a ferenceseké Csíksomlyón és a minoritáké Esztelneken, majd Kantán.

### A Habsburg uralom

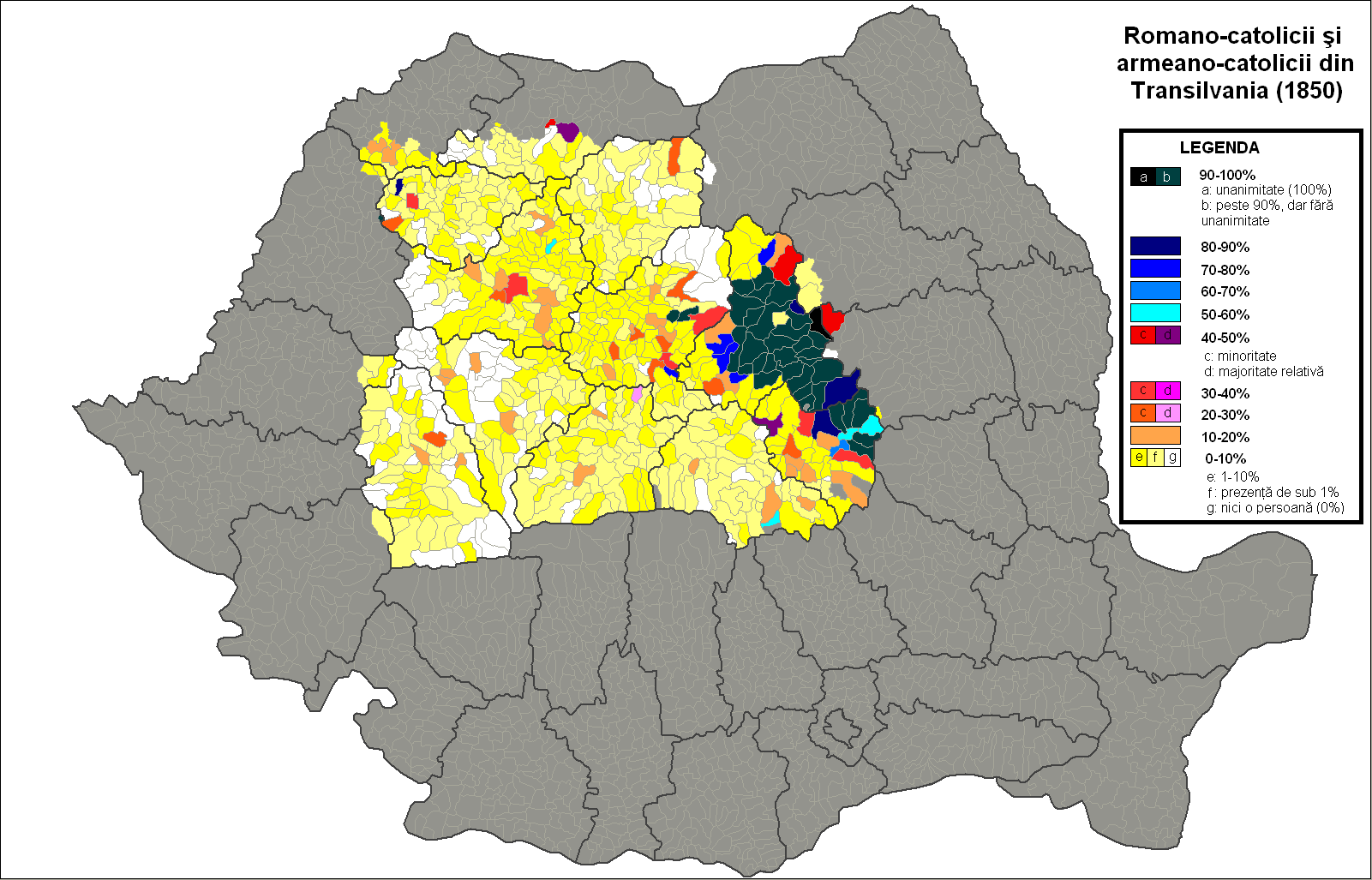
Római katolikusok aránya Erdélyben 1850-ben

1690 után, a Habsburg Birodalom részeként Erdély közjogi és vallási viszonyait a Diploma Leopoldinum szabályozta. Kedvezőbbre fordult az erdélyi katolikusok helyzete, és megkezdődött az egyházmegye restaurációja. III. Károly 1712-ben kinevezte erdélyi püspökké Mártonffy Györgyöt, aki – a püspöki javak visszaszolgáltatása után – 1716-ban foglalta el székhelyét, így lett újra megyés püspöke az egyházmegyének. A ferencesek 23, a minoriták öt rendházat alapítottak, a jezsuiták pedig négy helyen működtettek iskolát; felosztlatásuk után, 1776-tól Kolozsváron a piaristák vették át a helyüket.
Mária Terézia kifejezetten előnyben részesítette és támogatta a katolikusokat; alapítványokat tett templomok, plébániák építésére, illetve a katolikus iskolák javára (utóbbiak kezelését a Catholica commissióra bízta). Kiépült a katolikus iskolarendszer, és 1753-ban megalapították a papneveldét. 1770-ben az exeptiók megszüntetésével a szebeni és brassói részek is az egyházmegye részévé váltak. Batthyány Ignác püspök Batthyáneum néven könyvtárat és csillagvizsgálót alapított.
1848-ban az elégedetlenség az államilag támogatott katolikus egyházra is kihatott; a dualizmus időszakában pedig a felvilágosodás és a polgári réteg jóléte gyengítette a társadalom keresztény jellegét. Az állami iskolarendszer kiépítése gyakran államosítás formájában történt; emellett a székely közösségek számára lényegében kettős adózást jelentett, hogy az egyházi iskolákat a saját (terménybeli) hozzájárulásukkal tartották fenn.

### Trianon után
A trianoni békeszerződés után az egyházmegye Romániához került, ahol a római katolikus egyház megtűrt státuszt kapott. 1919 és 1922 között földvagyonának 85%-át elveszítette. Majláth Gusztáv Károly püspök újságokat és iskolákat alapított, támogatta a vallási mozgalmakat. Az Apostoli Szentszék 1929-ben állapodott meg a román állammal, és 1930-ban lépett érvénybe a megkötött konkordátum. Ennek értelmében a négy erdélyi püspökség – köztük a gyulafehérvári – a bukaresti érsek felügyelete alá kerültek (korábban a Kalocsai érsekség alá tartozott), azonban ez inkább formális döntés volt, mivel az egyházmegyék széles körű önállóságot élveznek. 1932-től viselte a Gyulafehérvári egyházmegye nevet. A második bécsi döntés után, 1940-től 1944-ig az egyházmegye északi része újra Magyarország része lett, ezt püspöki helytartó kormányozta, míg Márton Áron püspök a romániai részen maradt.

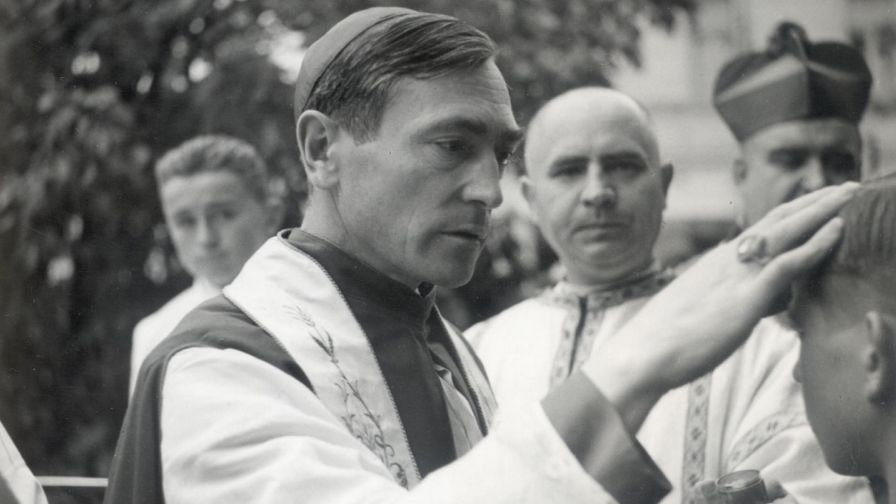
Márton Áron püspök

1948-tól 1990-ig, a kommunizmus alatt a katolikus egyház léte bizonytalan volt, nem szerepelt a 14 államilag jóváhagyott felekezet között. Ennek oka Márton Áron és püspöktársai hajthatatlansága volt, akik nem voltak hajlandóak az állami hatóságok által elvárt, az egyház függetlenségét feladó működési szabályzatot (statútumot) szerkeszteni. 1948-ban államosították az oktatási és nevelési intézményeket, a következő évben pedig feloszlatták a szerzetesrendeket és megszüntették az egyházi nyomdákat, kiadókat, folyóiratokat. Márton Áron 1949-es elrablása után Boga Alajos helynök megtiltotta papjainak a stockholmi békefelhíváshoz való csatlakozást; ennek megtörésére rendezte a titkosrendőrség a marosvásárhelyi értekezletet és további „békegyűléseket”. Az erdélyi papi békemozgalom célja a papság és a hívek megtörése, végső soron az egyház Rómától való elszakítása volt. Az üldözések rendszeresek voltak; 294 erdélyi papból 130 járta meg a diktatúra börtöneit, de számos hívőre is ez a sors várt. A korszak vértanúi közé tartozik többek között Maczalik Győző titkos püspök, Boga Alajos püspöki helynök, Boros Fortunát ferences tartományfőnök és Gajdátsy Béla teológiai rektor.

### A román rendszerváltás után
Az 1989-es romániai forradalom után a vallási élet szabadabbá vált. 1990-ben a négy erdélyi egyházmegye püspökei kérték a Szentszéktől, hogy Gyulafehérvár központtal egy új egyháztartományba kerüljenek, a bukaresti érsek tiltakozása nyomán azonban olyan kompromisszumos megoldás született, hogy a Gyulafehérvári egyházmegyét 1991. augusztus 5-én főegyházmegyei rangra emelték, a másik három érintett egyházmegye ugyanakkor bukaresti fennhatóság alatt maradt. 2011-ben a gyulafehérvári szemináriumban alakították ki a Mária Rádió stúdióját.
Az 1950-ben államosított gyulafehérvári Batthyáneum könyvtár visszaszolgáltatásáért 1998 óta folyik a per a román állam és a főegyházmegye között. 2016–2017-ben a Marosvásárhelyi Római Katolikus Teológiai Líceum működése veszélybe került, miután a korrupcióellenes ügyészség (DNA) eljárást indított az iskola igazgatója és a megyei főtanfelügyelő ellen.

## Szervezet

### Az egyházmegyében szolgálatot teljesítő püspökök
Jelenlegi érseke 2020. február 22-e óta óta Kovács Gergely, jelenlegi segédpüspöke 2020. augusztus 29-e óta pedig Kerekes László. Püspökei közül a legnevezetesebb Márton Áron, aki 1938-tól 1980-ig állt az egyházmegye élén.
Nyugalmazott érseke Jakubinyi György, aki 1994. április 8-ától 2019. december 24-ig mint a főegyházmegye érseke, majd 2020. február 22-ig mint apostoli kormányzó teljesített szolgálatot. Nyugalmazott segédpüspöke Tamás József, aki 1997. március 1-je és 2019. december 24-e között, mint gyulafehérvári segédpüspök szolgált.

### Területi beosztás
- I. Gyulafehérvári főesperesi kerület
- II. Hunyadi főesperesi kerület
- III. Szeben-fogarasi főesperesi kerület
- IV. Erzsébetvárosi főesperesi kerület
- V. Sepsi-barcasági főesperesi kerület
- VI. Kézdi-orbai főesperesi kerület
- VII. Kolozs-dobokai főesperesi kerület
- VIII. Belső-szolnoki főesperesi kerület
- IX. Torda-aranyosi főesperesi kerület
- X. Küküllői főesperesi kerület
- XI. Marosi főesperesi kerület
- XII. Alcsíki főesperesi kerület
- XIII. Felcsíki főesperesi kerület
- XIV. Gyergyói főesperesi kerület
- XV. Székelyudvarhelyi főesperesi kerület
- Örmény katolikus apostoli kormányzóság[20]

### Egyházközségek
Az egyházmegyében összesen 253 plébánia működik (2018; 2006-ban még 277 volt). 2018-ban összesen 332 pap teljesített szolgálatot (2012-ben 344), közülük 299 egyházmegyés és 33 szerzetes.
Az egyházmegye területén élő mintegy 3,5 millió ember közül mintegy 10%, közel 350 ezer fő katolikus (2018). 1949-es adatok szerint a katolikusok száma hasonló, 392 000 fő volt. Ez 1969-re 298 000-re csökkent, majd 1990-re 542 000-re emelkedett; azóta fokozatosan csökken.

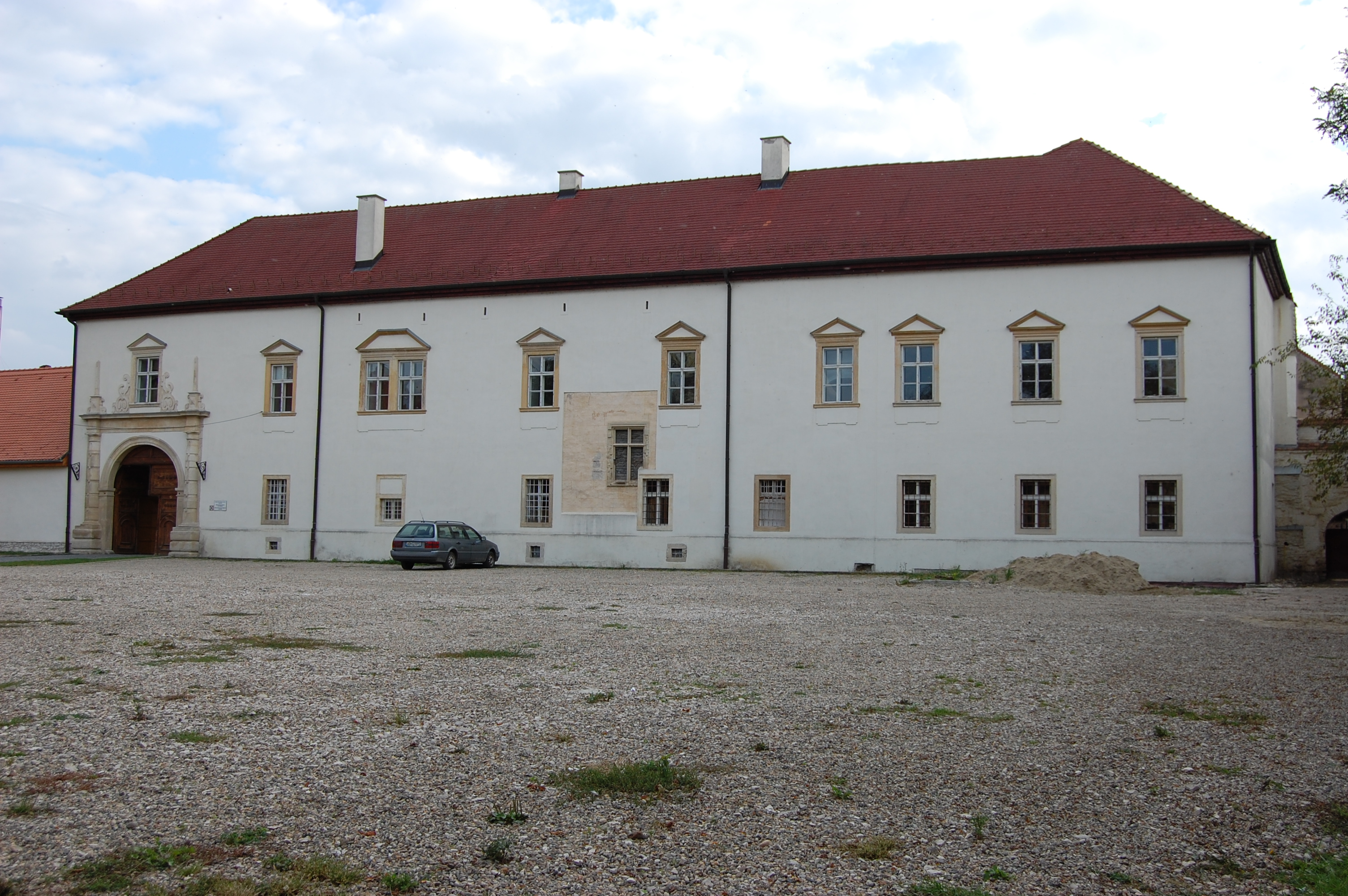
A gyulafehérvári püspöki palota

## Tevékenységek

### Intézmények
A főegyházmegyei illetékességű intézmények közül Gyulafehérváron működik a Főegyházmegyei Levéltár. A főegyházmegyei pasztorális iroda székhelye Gyergyószentmiklós, a családpasztorációs irodáé Marosvásárhely, az ifjúsági főlelkészségé Székelyudvarhely. Az Erdélyi Római Katolikus Státus Alapítvány kolozsvári, a Katolikus Magyar Bibliatársulat marosvásárhelyi székhellyel működik.

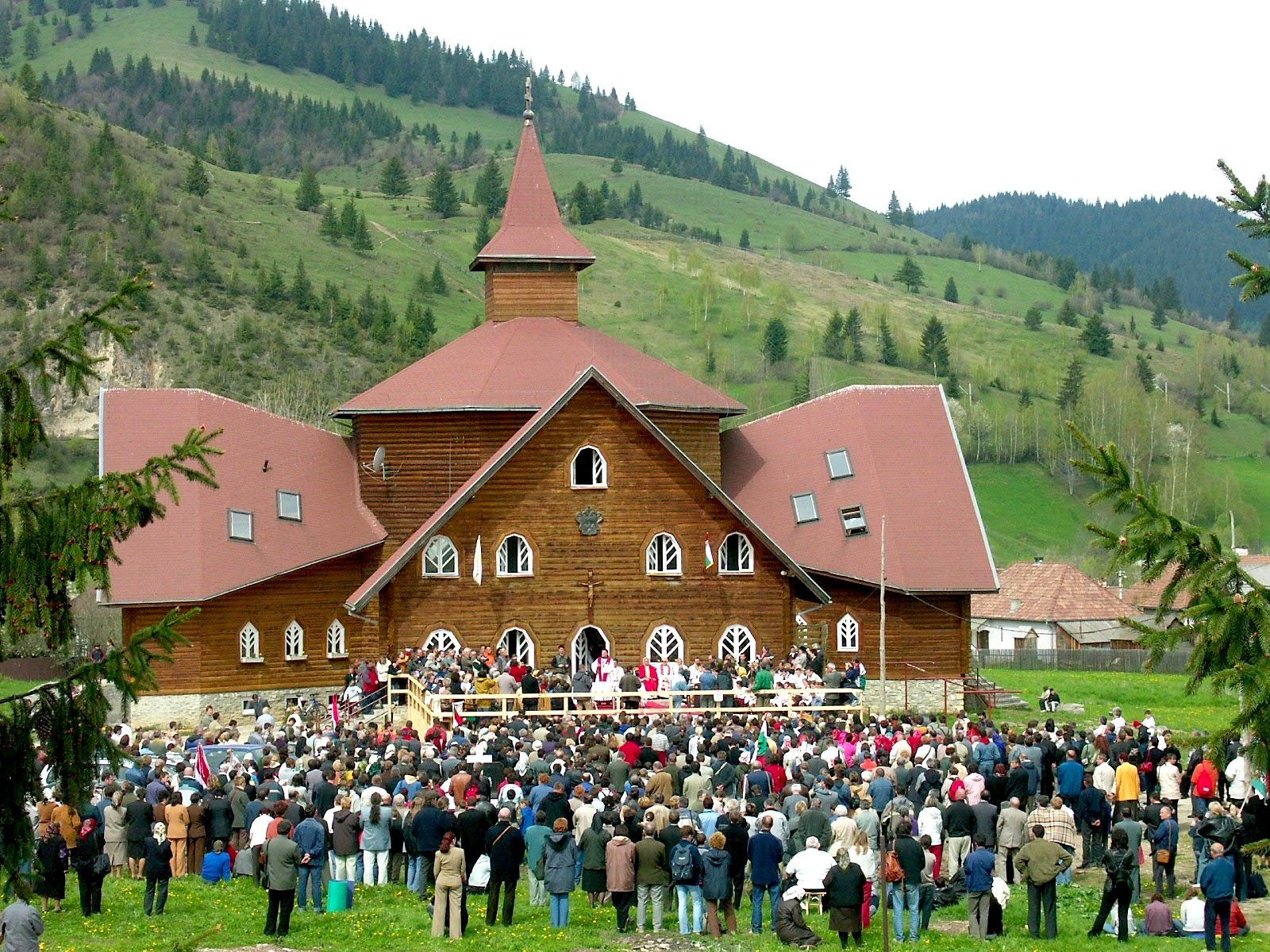
Árpád-házi Szent Erzsébet Római Katolikus Teológiai Líceum, Gyimesfelsőlok

Felsőoktatási tevékenység Kolozsváron, a Babeș–Bolyai Tudományegyetem Római Katolikus Teológia Karán, valamint a gyulafehérvári Hittudományi Főiskola és Papnevelő Intézet keretei között folyik. Hét városban működik római katolikus teológiai líceum vagy tagozat: Gyimesfelsőlokon (Árpád-házi Szent Erzsébet Római Katolikus Teológiai Líceum), Kolozsváron, Gyulafehérváron, Marosvásárhelyen (Marosvásárhelyi Római Katolikus Teológiai Líceum), Kézdivásárhelyen, Csíkszeredában és Székelyudvarhelyen (Tamási Áron Elméleti Líceum Teológiai – Posztliceális Egészségügyi Asszisztensképző, Római Katolikus Teológiai Tagozat); valamint Gyulafehérváron római katolikus magániskola, és négy helyen kollégium vagy gyermekotthon.
Szeretetszolgálatot a Gyulafehérvári Caritas és a Romániai Máltai Segélyszolgálat végez.
Az egyházmegye hatókörébe tartozik a kolozsvári Gloria Nyomda és Kiadóhivatal, a Verbum Keresztény Kulturális Egyesület (a többi erdélyi római katolikus egyházmegyével együtt), valamint az utóbbi által kiadott Vasárnap című hetilap és a Keresztény Szó kulturális havilap.

## Szomszédos egyházmegyék
- Temesvári egyházmegye (délnyugat)
- Nagyváradi római katolikus egyházmegye (északnyugat)
- Szatmári római katolikus egyházmegye (észak)
- Jászvásári egyházmegye (északkelet)
- Bukaresti főegyházmegye (délkelet)